# Контракт (фільм, 1994)
«Контракт» (англ. «Finding Interest») — американський бойовик 1994 року режисерів Самера Дебоу, Тревора Сендса.

## Сюжет
Робота в офісі вкрай нудна для героя цього фільму. У голові крутяться фантазії, схожі на гостросюжетне кіно, де він, звичайно, — головний герой. Як зробити існування цікавим? І Барні придумує собі розвагу — він наймає кілера, для себе.

## У ролях
- Тімоті Патрік Куілл — Барні Барнабі
- Маттіас Хьюз — найманий вбивця
- Френк Адоніс — Хрещений батько
- Лінда Кернс — міс Марті
- Кетрін Неген — Діна
- Крістіан Вінкер — Джейк
- Джо Кук — Стерн
- Донна Ман'яні — спокуслива сусідка